# Дасіу Кампус
Дасіу Кампус (порт. Dácio Campos; нар. 18 грудня 1963) — колишній бразильський тенісист.
Найвищу одиночну позицію світового рейтингу — 107 місце досяг 22 липня 1985, парну — 82 місце — 15 травня 1989 року.
Здобув 1 парний титул.
Найвищим досягненням на турнірах Великого шолома було 2 коло в парному розряді.

## Фінали Гран-прі за кар'єру

### Парний розряд: 1 (1–0)
| Результат | W/L | Дата     | Турнір            | Покриття | Партнер        | Суперники                | Рахунок  |
| --------- | --- | -------- | ----------------- | -------- | -------------- | ------------------------ | -------- |
| Перемога  | 1–0 | Лют 1989 | Гуаружа, Бразилія | Тверде   | Рікардо Асіолі | Сезар Кіст Мауру Менезіс | 7–6, 7–6 |

## Титули на челленджерах

### Одиночний розряд: (1)
| Ранг | Рік  | Турнір                          | Покриття | TOpponent    | Рахунок       |
| ---- | ---- | ------------------------------- | -------- | ------------ | ------------- |
| 1.   | 1985 | Кампус-дус-Гойтаказіс, Бразилія | Тверде   | Нелсон Аертс | 6–7, 6–3, 6–2 |

### Парний розряд: (6)
| Ранг | Рік  | Турнір                          | Покриття | Партнер               | Суперники                          | Рахунок       |
| ---- | ---- | ------------------------------- | -------- | --------------------- | ---------------------------------- | ------------- |
| 1.   | 1985 | Куритиба, Бразилія              | Ґрунт    | Луїс Маттар           | Альваро Фільйоль Домінік Утцінґер  | 7–6, 6–3      |
| 2.   | 1985 | Тампере, Фінляндія              | Ґрунт    | Алессандро де Мінічіс | Карлус Кірмайр Луїс Маттар         | 6–4, 1–6, 6–3 |
| 3.   | 1985 | Кампус-дус-Гойтаказіс, Бразилія | Тверде   | Карлус Кірмайр        | Луїс Маттар Белус Прахокс          | 6–4, 3–6, 6–4 |
| 4.   | 1986 | Кампус-дус-Гойтаказіс, Бразилія | Тверде   | Карлус Кірмайр        | Жівалдо Барбоза Іван Клей          | 7–6, 7–5      |
| 5.   | 1988 | Сан-Паулу, Бразилія             | Ґрунт    | Пабло Альбано         | Ґуставо Луса Альберто Манчіні      | 7–5, 6–4      |
| 6.   | 1989 | Бразиліа, Бразилія              | Тверде   | Рікардо Асіолі        | Марсело Геннеманн Едвалду Олівейра | 7–6, 6–3      |